# Laurence O’Neill
Laurence O’Neill (* 1874; † 26. Juli 1943) war ein irischer Politiker.
O’Neill wurde 1922 als Unabhängiger in den 3. Dáil Éireann gewählt. Er vertrat hierbei den Wahlkreis Dublin Mid West. Bei den 1923 stattfindenden Wahlen zum 4. Dáil Éireann kandidierte er nicht mehr. Am 20. Juni 1929 wurde O’Neill in einer Nachwahl in den Seanad Éireann des Freistaates gewählt, um dort den vakanten Sitz von Henry Petty-FitzMaurice neu zu besetzen. 1931 erfolgte seine Wiederwahl für weitere neun Jahre. Der Senat wurde jedoch am 29. Mai 1936 aufgelöst. Am 2. Januar 1940 wurde er von Taoiseach Eamon de Valera für einen Sitz im Seanad Éireann nominiert. O’Neill blieb bis 1943 Senator. Bei den Senatswahlen 1943 trat er nicht an.
O’Neill bekleidete von 1917 bis 1924 das Amt des Oberbürgermeisters von Dublin (Lord Mayor of Dublin). Dem Stadtrat von Dublin hatte er noch bis 1936 angehört.